# Olivera Marković
Pour les articles homonymes, voir Marković.
Olivera Marković, née le 3 mai 1925 à Belgrade et morte le 2 juillet 2011 est une actrice et chanteuse yougoslave puis Serbe.

## Biographie
Elle a été populaire en tant qu'actrice de théâtre et de cinéma, mais aussi en tant que chanteuse de romances. Elle fait ses débuts au cinéma en 1954 dans Une Personne suspecte, et interprète une vingtaine de rôles très différents.
Elle est la mère du réalisateur, scénariste et écrivain Goran Marković né en 1946.

## Filmographie
- 1954 : Une Personne suspecte
- 1956 : Le Dernier rail
- 1957 : Les Traces
- 1959 : Train sans horaire (Vlak bez voznog reda)
- 1960 : La Diligence des rêves
- 1961 : La Ville bouillante
- 1962 : Kozara
- 1963 : Radopolje
- 1964 : Excursion entre hommes
- 1964 : Les Fonctions officielles
- 1971 : La Betìa ovvero in amore, per ogni gaudenza, ci vuole sofferenza
- 1979 : Classe nationale{' (Nacionalna klasa)
- 1980 : La Couronne de Petria (Petrijin venac)
- 1989 : Point de rencontre (Sabirni centar)
- 1992 : Tito et moi (en serbe : Тито и ја, Tito i ja)
- 1980 : Maîtres, maîtres (Majstori, majstori!)
- 1995 : Tragédie burlesque (Urnebesna tragedija)
- 2001 : Serbie, année zéro (documentaire)

## Distinctions
- 1962 : Arène d'or du Festival du film de Pula pour Kozara
- 1964 : Arène d'or pour la meilleure actrice pour son rôle dans Službeni položaj[2].
- 2000 : Prix de théâtre Joakim Vujić